# Паама
Паама (англ. Paama) — остров в Тихом океане, в архипелаге Новые Гебриды. Принадлежит Республике Вануату и входит в состав провинции Малампа.

## География
Остров Паама расположен в группе островов Банкс в центральной части архипелага Новые Гебриды в Тихом океане, между островом Амбрим, лежащим к северу, островом Эпи, лежащим к югу, и островом Лопеви, лежащим к востоку. Ближайший материк, Австралия, расположен примерно в 1200 км.
Как и другие острова архипелага, Паама имеет вулканическое происхождение. Сложный вулканический массив насажен на разлом меридионального простирания; остров поднимается со дна моря с глубины 3 тысячи метров. Площадь острова составляет 32,3 км², длина с севера на юг — около 8 км, ширина — около 5 км. Поверхность острова холмистая, берег крутой, с обрывами. Высшая точка Паама достигает 187 м. Реки на острове отсутствуют.
Климат на острове влажный тропический. Среднегодовое количество осадков превышает 2500 мм. Паама подвержен частым землетрясениям и циклонам.

## История
Острова Вануату были заселены примерно 2000 лет назад в ходе миграции населения через Соломоновы острова из северо-западной части Тихого океана и Папуа — Новой Гвинеи. Колонизация островов осуществлялась в ходе длительных морских плаваний на больших каноэ, которые могли вместить до 200 человек. С собой путешественники также брали некоторых полезных животных, семена сельскохозяйственных растений, которые впоследствии стали разводиться на новых землях.
В 1774 году мимо острова Паама и Лопеви проплыл английский путешественник Джеймс Кук, посчитав, что это один остров.
В марте 1906 года Паама, как и другие острова Новых Гебрид, стали совместным владением Франции и Британии, то есть архипелаг получил статус англо-французского кондоминиума.
30 июня 1980 года Новые Гебриды получили независимость от Великобритании и Франции, и остров Паама стал территорией Республики Вануату.

## Население
В 2009 году численность населения Паама составляла 1627 человек. Островитяне в основном проживают на побережье. Основное занятие местных жителей — натуральное сельское хозяйство.
Сельскохозяйственная продукция преимущественно выращивается для внутреннего рынка, часть экспортируется в Порт-Вилу (столица Вануату на острове Эфате) и Люганвиль (на острове Эспириту-Санто).
Основными языками общения на острове являются бислама, французский и английский, хотя также используется местный язык паама, близкий языку амбрим.